# فرودگاه استانستد/والر
فرودگاه استانستد/والر (به انگلیسی: Stanstead/Weller Airport) یک فرودگاه خصوصی است که یک باند فرود چمن دارد و طول باند آن ۷۹۲ متر است. این فرودگاه در کشور کانادا قرار دارد و در ارتفاع ۳۸۱ متری از سطح دریا واقع شده است.